# Seznam medailistů na halovém mistrovství Československa a Česka mužů a žen ve skoku do výšky
Toto je seznam medailistů na mistrovství Československé a České republiky v disciplíně skok do výšky.

## Muži
| Rok          | Místo              | Zlato           | Výkon vítěze    | Stříbro                     | Bronz                          |
| ------------ | ------------------ | --------------- | --------------- | --------------------------- | ------------------------------ |
| HM ČSSR 1969 | Jablonec nad Nisou | Roman Moravec   | 209 cm          | Rudolf Baudis               | Zbyněk Kužela                  |
| HM ČSSR 1970 | Jablonec nad Nisou | Zbyněk Kužela   | 212 cm          | Ladislav Orviský            | Jaroslav Alexa                 |
| HM ČSSR 1971 | Jablonec nad Nisou | Rudolf Baudis   | 212 cm          | Vladimír Malý               | Václav Širc                    |
| HM ČSSR 1972 | Jablonec nad Nisou | Vladimír Malý   | 215 cm          | Rudolf Baudis               | Roman Moravec                  |
| HM ČSSR 1973 | Jablonec nad Nisou | Vladimír Malý   | 220 cm          | Jiří Palkovský              | Roman Moravec                  |
| HM ČSSR 1974 | Jablonec nad Nisou | Jaroslav Alexa  | 211 cm          | Jan Janků                   | Ivan Macháček                  |
| HM ČSSR 1975 | Jablonec nad Nisou | Ivan Macháček   | 205 cm          | Miloslav Hála               | Karel Rozkošný                 |
| HM ČSSR 1976 | Košice             | Jaroslav Alexa  | 214 cm          | Ctibor Nezdařil             | Roman Moravec                  |
| HM ČSSR 1977 | Ostrava            | Roman Moravec   | 214 cm          | Jiří Palkovský              | Jaroslav Pecka                 |
| HM ČSSR 1978 | Jablonec nad Nisou | Josef Hrabal    | 214 cm          | Roman Moravec               | Jaroslav Pecka                 |
| HM ČSSR 1979 | Jablonec nad Nisou | Jindřich Vondra | 214 cm          | Milan Kaleta                | Marián Presbruchy              |
| HM ČSSR 1980 | Jablonec nad Nisou | Ctirad Veselský | 214 cm          | Karel Rozkošný              | Marián Presbruchy              |
| HM ČSSR 1981 | Jablonec nad Nisou | Jindřich Vondra | 219 cm          | Ctirad Veselský             | Vladimír Horák                 |
| HM ČSSR 1982 | Jablonec nad Nisou | Jan Volný       | 218 cm          | Vladimír Klekner            | Josef Hrabal                   |
| HM ČSSR 1983 | Jablonec nad Nisou | Jan Walter      | 218 cm          | Michal Pogány               | Ľubomír Roško                  |
| HM ČSSR 1984 | Jablonec nad Nisou | Josef Hrabal    | 223 cm          | Jindřich Vondra             | Michal Pogány a Ján Zvara      |
| HM ČSSR 1985 | Jablonec nad Nisou | Ján Zvara       | 230 cm          | Karel Švestka               | Milan Machotka                 |
| HM ČSSR 1986 | Jablonec nad Nisou | Ján Zvara       | 226 cm          | Jindřich Vondra             | Radek Mach                     |
| HM ČSSR 1987 | Jablonec nad Nisou | Róbert Ruffíni  | 221 cm          | Jindřich Vondra             | Josef Hrabal                   |
| HM ČSSR 1988 | Jablonec nad Nisou | Jindřich Vondra | 221 cm          | Josef Hrabal                | Vladimír Štalmach              |
| HM ČSSR 1989 | Jablonec nad Nisou | Róbert Ruffíni  | 224 cm          | Ľubomír Roško               | Zdeněk Kubišta                 |
| HM ČSSR 1990 | Praha              | Róbert Ruffíni  | 227 cm          | Zdeněk Kubišta              | Milan Machotka                 |
| HM ČSFR 1991 | Praha              | Milan Pavlík    | 218 cm          | Josef Hrabal                | Milan Machotka                 |
| HM ČSFR 1992 | Praha              | Zdeněk Kubišta  | 218 cm          | Milan Pavlík                | Leo Zdráhal                    |
| HMR 1993     | Praha              | Leo Zdráhal     | 215 cm          | Josef Bělohlávek            | Tomáš Janků a Jiří Viktorin    |
| HMR 1994     | Jablonec nad Nisou | Tomáš Janků     | 215 cm          | Petr Lipový                 | Dalibor Špoták                 |
| HMR 1995     | Praha              | Jan Janků       | 219 cm          | Radek Čermák                | Tomáš Janků                    |
| HMR 1996     | Praha              | Svatoslav Ton   | 223 cm          | Tomáš Ort                   | Libor Šalamoun                 |
| HMR 1997     | Praha              | Jan Janků       | 227 cm          | Svatoslav Ton               | Tomáš Janků                    |
| HMR 1998     | Praha              | Tomáš Janků     | 230 cm          | Jan Janků                   | Milan Čermák                   |
| HMR 1999     | Praha              | Tomáš Janků     | 225 cm          | Jan Janků                   | Tomáš Ort                      |
| HMR 2000     | Praha              | Tomáš Janků     | 219 cm          | Jan Janků                   | Jiří Křehula                   |
| HMR 2001     | Praha              | Jan Janků       | 227 cm          | Svatoslav Ton               | Tomáš Ort                      |
| HMR 2002     | Praha              | Svatoslav Ton   | 227 cm          | Jan Janků                   | Tomáš Janků                    |
| HMR 2003     | Bratislava         | Jaroslav Bába   | 230 cm          | Tomáš Janků                 | Jan Janků                      |
| HMR 2004     | Praha              | Tomáš Janků     | 226 cm          | Svatoslav Ton               | Jan Janků                      |
| HMR 2005     | Praha              | Jaroslav Bába   | 230 cm          | Tomáš Janků a Svatoslav Ton | nikdo                          |
| HMR 2006     | Praha              | Svatoslav Ton   | 221 cm          | Tomáš Janků                 | Jiří Křehula                   |
| HMR 2007     | Praha              | Svatoslav Ton   | 225 cm          | Jaroslav Bába               | Dalibor Hon                    |
| HMR 2008     | Praha              | Jaroslav Bába   | 230 cm Rek. HMR | Tomáš Janků                 | Stanislav Sajdok               |
| HMR 2009     | Praha              | Svatoslav Ton   | 221 cm          | Jaroslav Bába               | Tomáš Janků                    |
| HMR 2010     | Praha              | Jaroslav Bába   | 225 cm          | Jan Sommerschuh             | Martin Heindl a Marek Navrátil |
| HMR 2011     | Praha              | Jaroslav Bába   | 224 cm          | Josef Skrčený               | David Kovalský                 |
| HMR 2012     | Praha              | Jaroslav Bába   | 220 cm          | Martin Heindl               | David Kovalský                 |
| HMR 2013     | Praha              | Jaroslav Bába   | 224 cm          | Michal Kabelka              | Martin Heindl                  |
| HMR 2014     | Praha              | Jaroslav Bába   | 225 cm          | Takashi Eto                 | Matúš Bubeník                  |
| HMR 2015     | Praha              | Jaroslav Bába   | 219 cm          | Martin Heindl               | Matyáš Dalecký                 |
| HMR 2016     | Ostrava            | Jaroslav Bába   | 226 cm          | Matyáš Dalecký              | Martin Heindl                  |
| HMR 2017     | Praha              | Martin Heindl   | 226 cm          | Matúš Bubeník               | Jaroslav Bába                  |
| HMR 2018     | Praha              | Jaroslav Bába   | 214 cm          | Marek Bahník                | Tadeáš Štěpánek                |
| HMR 2019     | Ostrava            | Marek Bahník    | 220 cm          | Matyáš Dalecký              | Petr Pícha                     |
| HMR 2020     | Ostrava            | Marek Bahník    | 225 cm          | Jakub Bělík                 | Josef Adámek                   |
| HMR 2021     | Ostrava            | Jakub Bělík     | 217 cm          | Jan Štefela                 | Marek Bahník                   |
| HMR 2022     | Ostrava            | Marek Bahník    | 220 cm          | Jan Štefela                 | Josef Adámek                   |
| HMR 2023     | Ostrava            | Jan Štefela     | 219 cm          | Josef Adámek                | Martin Vaněk                   |
| HMR 2024     | Ostrava            | Josef Adámek    | 214 cm          | Marek Bahník                | Adam Tomášek                   |
| HMR 2025     | Ostrava            | Marek Bahník    | 215 cm          | Adam Rybák                  | Josef Adámek                   |

## Ženy
| Rok          | Místo              | Zlato               | Výkon vítěze    | Stříbro                                        | Bronz                                                |
| ------------ | ------------------ | ------------------- | --------------- | ---------------------------------------------- | ---------------------------------------------------- |
| HM ČSSR 1969 | Jablonec nad Nisou | Jaroslava Valentová | 172 cm          | Jaruška Životská                               | Milada Kolečková                                     |
| HM ČSSR 1970 | Jablonec nad Nisou | Jaroslava Valentová | 174 cm          | Milada Karbanová                               | Alena Prosková                                       |
| HM ČSSR 1971 | Jablonec nad Nisou | Marta Kostlánová    | 177 cm          | Jaruška Životská                               | Milada Karbanová                                     |
| HM ČSSR 1972 | Jablonec nad Nisou | Milada Karbanová    | 176 cm          | Věra Bradáčová                                 | Marta Jandová a Mária Mračnová                       |
| HM ČSSR 1973 | Jablonec nad Nisou | Miloslava Hübnerová | 184 cm          | Milada Karbanová                               | Alena Prosková                                       |
| HM ČSSR 1974 | Jablonec nad Nisou | Milada Karbanová    | 183 cm          | Alena Kutilová                                 | Věra Bradáčová                                       |
| HM ČSSR 1975 | Jablonec nad Nisou | Věra Bradáčová      | 180 cm          | Vanda Nováková                                 | Marta Jandová a Marie Severýnová                     |
| HM ČSSR 1976 | Košice             | Mária Mračnová      | 185 cm          | Alena Plischkeová                              | Alena Kutilová                                       |
| HM ČSSR 1977 | Ostrava            | Milada Karbanová    | 182 cm          | Věra Bradáčová                                 | Radmila Suchá                                        |
| HM ČSSR 1978 | Jablonec nad Nisou | Milada Karbanová    | 187 cm          | Marta Jeseňáková                               | Věra Skotnická                                       |
| HM ČSSR 1979 | Jablonec nad Nisou | Věra Skotnická      | 180 cm          | Zdena Boukalová                                | Marta Rehorovská a Eliška Stránská                   |
| HM ČSSR 1980 | Jablonec nad Nisou | Zdeňka Boukalová    | 175 cm          | Eliška Stránská                                | Drahomíra Dryeová                                    |
| HM ČSSR 1981 | Jablonec nad Nisou | Věra Skotnická      | 183 cm          | Ivana Geržová a Zdena Boukalová                | nikdo                                                |
| HM ČSSR 1982 | Jablonec nad Nisou | Yvona Tichopádová   | 180 cm          | Ivana Jobbová, Zdena Boukalová Jana Kondrádová | nikdo                                                |
| HM ČSSR 1983 | Jablonec nad Nisou | Ivana Jobbová       | 185 cm          | Zdena Boukalová                                | Ivana Geržová                                        |
| HM ČSSR 1984 | Jablonec nad Nisou | Ivana Jobbová       | 189 cm          | Ivana Geržová                                  | Zdena Boukalová Jana Brenkusová, Ladislava Šimáčková |
| HM ČSSR 1985 | Jablonec nad Nisou | Jana Brenkusová     | 183 cm          | Věra Skotnická                                 | Zdena Boukalová                                      |
| HM ČSSR 1986 | Jablonec nad Nisou | Zdena Svatošová     | 186 cm          | Ivana Geržová                                  | Věra Skotnická                                       |
| HM ČSSR 1987 | Jablonec nad Nisou | Jana Brenkusová     | 192 cm          | Zdena Svatošová                                | Alena Varcholová                                     |
| HM ČSSR 1988 | Jablonec nad Nisou | Yvona Tichopádová   | 183 cm          | Šárka Kašpárková                               | Jitka Hyjánková                                      |
| HM ČSSR 1989 | Jablonec nad Nisou | Jana Brenkusová     | 183 cm          | Šárka Kašpárková a Zdena Svatošová             | nikdo                                                |
| HM ČSSR 1990 | Praha              | Alena Varcholová    | 189 cm          | Šárka Nováková                                 | Alica Checová                                        |
| HM ČSFR 1991 | Praha              | Šárka Nováková      | 190 cm          | Alena Varcholová                               | Jana Brenkusová                                      |
| HM ČSFR 1992 | Praha              | Jana Brenkusová     | 186 cm          | Marcela Podracká a Šárka Nováková              | nikdo                                                |
| HMR 1993     | Praha              | Šárka Nováková      | 189 cm          | Alena Varcholová                               | Šárka Kašpárková                                     |
| HMR 1994     | Jablonec nad Nisou | Zuzana Kováčiková   | 184 cm          | Šárka Nováková                                 | Stanislava Blovská                                   |
| HMR 1995     | Praha              | Šárka Makowková     | 188 cm          | Zuzana Kováčiková                              | Alena Nezdařilová                                    |
| HMR 1996     | Praha              | Zuzana Kováčiková   | 192 cm          | Petra Lašková                                  | Alena Nezdařilová                                    |
| HMR 1997     | Praha              | Zuzana Kováčiková   | 188 cm          | Alena Nezdařilová                              | Romana Bělocká                                       |
| HMR 1998     | Praha              | Zuzana Kováčiková   | 187 cm          | Inge Janků                                     | Romana Bělocká                                       |
| HMR 1999     | Praha              | Zuzana Hlavoňová    | 197 cm Rek. HMR | Inge Janků                                     | Romana Bělocká                                       |
| HMR 2000     | Praha              | Zuzana Hlavoňová    | 191 cm          | Inge Janků                                     | Barbora Laláková                                     |
| HMR 2001     | Praha              | Barbora Laláková    | 180 cm          | Iva Straková                                   | Lucie Vavříková                                      |
| HMR 2002     | Praha              | Barbora Laláková    | 188 cm          | Iva Straková                                   | Ivana Dupalová, Petra Lašková Inge Janků             |
| HMR 2003     | Bratislava         | Iva Straková        | 196 cm          | Kateřina Korčová                               | Diana Lázničková                                     |
| HMR 2004     | Praha              | Barbora Laláková    | 189 cm          | Iva Straková                                   | Romana Dubnova a Zuzana Hlavoňová                    |
| HMR 2005     | Praha              | Iva Straková        | 192 cm          | Barbora Laláková                               | Oldřiška Marešová                                    |
| HMR 2006     | Praha              | Barbora Laláková    | 192 cm          | Romana Dubnova                                 | Iva Straková                                         |
| HMR 2007     | Praha              | Nela Severová       | 179 cm          | Hana Pecková                                   | Kateřina Konvalinková                                |
| HMR 2008     | Praha              | Iva Straková        | 194 cm          | Romana Dubnova                                 | Oldřiška Marešová                                    |
| HMR 2009     | Praha              | Iva Straková        | 196 cm          | Oldřiška Marešová                              | Kateřina Konvalinková                                |
| HMR 2010     | Praha              | Oldřiška Marešová   | 190 cm          | Iva Straková                                   | Barbora Laláková                                     |
| HMR 2011     | Praha              | Oldřiška Marešová   | 187 cm          | Iva Straková                                   | Magdalena Nová                                       |
| HMR 2012     | Praha              | Oldřiška Marešová   | 184 cm          | Veronika Vavrečková                            | Magdalena Nová                                       |
| HMR 2013     | Praha              | Romana Dubnova      | 179 cm          | Kateřina Cachová                               | Magdalena Nová                                       |
| HMR 2014     | Praha              | Michaela Hrubá      | 183 cm          | Magdalena Nová                                 | Lada Pejchalová                                      |
| HMR 2015     | Praha              | Michaela Hrubá      | 188 cm          | Eliška Klučinová                               | Lada Pejchalová                                      |
| HMR 2016     | Ostrava            | Michaela Hrubá      | 193 cm          | Nikola Strachová                               | Eliška Klučinová                                     |
| HMR 2017     | Praha              | Michaela Hrubá      | 186 cm          | Nikola Strachová                               | Eliška Klučinová                                     |
| HMR 2018     | Praha              | Lada Pejchalová     | 189 cm          | Michaela Hrubá                                 | Nikola Strachová                                     |
| HMR 2019     | Ostrava            | Michaela Hrubá      | 190 cm          | Klára Krejčiříková                             | Bára Sajdoková                                       |
| HMR 2020     | Ostrava            | Klára Krejčiříková  | 186 cm          | Bára Sajdoková                                 | Lada Pejchalová                                      |
| HMR 2021     | Ostrava            | Michaela Hrubá      | 184 cm          | Denisa Pešová                                  | Klára Krejčiříková                                   |
| HMR 2022     | Ostrava            | Michaela Hrubá      | 185 cm          | Denisa Pešová                                  | Denisa Majerová                                      |
| HMR 2023     | Ostrava            | Denisa Pešová       | 185 cm          | Michaela Hrubá                                 | Klára Krejčiříková                                   |
| HMR 2024     | Ostrava            | Zdara Pezinková     | 186 cm          | Michaela Hrubá                                 | Klára Krejčiříková                                   |
| HMR 2025     | Ostrava            | Zdara Pezinková     | 181 cm          | Klára Krejčiříková                             | Renata Láníková                                      |